# Giro di Lombardia
Giro di Lombardia (oficiálně Il Lombardia, česky někdy označováno jako Kolem Lombardie) je cyklistický jednorázový závod konající se od roku 1905 v Lombardii během měsíce října, proto je také často nazýván la classica delle foglie morte (Klasika padajícího listí). Závod patří mezi pět nejprestižnějších jednodenních cyklistických závodů spolu s Milán – San Remo, Kolem Flander, Paříž–Roubaix a Lutych–Bastogne–Lutych.
Trať závodu se každoročně mění, i když její symbol, známé stoupání Il Ghisallo, které začíná v Bellagiu a končí u kostelíka Madonna del Ghisallo v městečku stejného jména, zůstává. Cílovými městy bývají Milán, Como a v posledních letech také Bergamo.
Je to klasický závod, který uzavírá sezónu a patří k nejtěžším v celém seriálu.
Téměř 70 let nesl označení podzimní mistrovství světa. Bylo to v období, kdy se mistrovství světa pravidelně konalo v jarních měsících, až v 90 letech bylo přesunuto na podzim a Giro di Lombardia tuto výsadu ztrácí.
Až do roku 2004 Giro di Lombardia bylo součástí světového poháru. Od roku 2005 je posledním závodem kalendáře ProTour.
V roce 2006 závod oslavil 100. výročí a vítězem se stal Paolo Bettini, jeden ze sedmi, který zvítězil v Giro di Lombardia poté, co ve stejný rok získal titul mistra světa. Další jsou: Alfredo Binda, Tom Simpson, Eddy Merckx, Felice Gimondi, Giuseppe Saronni, Oskar Camenzind.

## Nejúspěšnější
| Cyklista            | Stát      | Počet | Rok                                                               |
| ------------------- | --------- | ----- | ----------------------------------------------------------------- |
| Fausto Coppi        | Itálie    | 5x    | 1946, 1947, 1948, 1949, 1954, (dokázal vyhrát čtyřikrát po sobě). |
| Alfredo Binda       | Itálie    | 4x    | 1925, 1926, 1927, a 1931                                          |
| Tadej Pogačar       | Slovinsko | 4x    | 2021, 2022, 2023 a 2024                                           |
| Costante Girardengo | Itálie    | 3x    | 1919, 1921 a 1922                                                 |
| Gaetano Belloni     | Itálie    | 3x    | 1915, 1918 a 1928                                                 |
| Gino Bartali        | Itálie    | 3x    | 1936, 1939 a 1940                                                 |
| Sean Kelly          | Irsko     | 3x    | 1983, 1985 a 1991                                                 |

## Vítězové
| - 1905: Giovanni Gerbi - 1906: Giuseppe Brambilla - 1907: Gustave Garrigou - 1908: François Faber - 1909: Giovanni Cuniolo - 1910: Giovanni Michelotto - 1911: Henri Pélissier - 1912: Carlo Oriani - 1913: Henri Pélissier - 1914: Lauro Bordin - 1915: Gaetano Belloni - 1916: Leopoldo Torricelli - 1917: Philippe Thys - 1918: Gaetano Belloni - 1919: Costante Girardengo - 1920: Henri Pélissier - 1921: Costante Girardengo - 1922: Costante Girardengo - 1923: Giovanni Brunero - 1924: Giovanni Brunero - 1925: Alfredo Binda - 1926: Alfredo Binda - 1927: Alfredo Binda - 1928: Gaetano Belloni - 1929: Piero Fossati - 1930: Michele Mara - 1931: Alfredo Binda - 1932: Antonio Negrini - 1933: Domenico Piemontesi - 1934: Learco Guerra - 1935: Enrico Mollo - 1936: Gino Bartali - 1937: Aldo Bini - 1938: Cino Cinelli | - 1939: Gino Bartali - 1940: Gino Bartali - 1941: Mario Ricci - 1942: Aldo Bini - 1945: Mario Ricci - 1946: Fausto Coppi - 1947: Fausto Coppi - 1948: Fausto Coppi - 1949: Fausto Coppi - 1950: Renzo Soldani - 1951: Louison Bobet - 1952: Giuseppe Minardi - 1953: Bruno Landi - 1954: Fausto Coppi - 1955: Cleto Maule - 1956: André Darrigade - 1957: Diego Ronchini - 1958: Nino Defilippis - 1959: Rik van Looy - 1960: Emile Daems - 1961: Vito Taccone - 1962: Jo De Roo - 1963: Jo De Roo - 1964: Gianni Motta - 1965: Tom Simpson - 1966: Felice Gimondi - 1967: Franco Bitossi - 1968: Herman Van Springel - 1969: Jean-Pierre Monseré - 1970: Franco Bitossi - 1971: Eddy Merckx - 1972: Eddy Merckx - 1973: Felice Gimondi - 1974: Roger De Vlaeminck | - 1975: Francesco Moser - 1976: Roger De Vlaeminck - 1977: Gianbattista Baronchelli - 1978: Francesco Moser - 1979: Bernard Hinault - 1980: Fons De Wolf - 1981: Hennie Kuiper - 1982: Giuseppe Saronni - 1983: Sean Kelly - 1984: Bernard Hinault - 1985: Sean Kelly - 1986: Gianbattista Baronchelli - 1987: Moreno Argentin - 1988: Charly Mottet - 1989: Tony Rominger - 1990: Gilles Delion - 1991: Sean Kelly - 1992: Tony Rominger - 1993: Pascal Richard - 1994: Vladislav Bobrik - 1995: Gianni Faresin - 1996: Andrea Tafi - 1997: Laurent Jalabert - 1998: Oscar Camenzind - 1999: Mirko Celestino - 2000: Raimondas Rumsas - 2001: Danilo Di Luca - 2002: Michele Bartoli - 2003: Michele Bartoli - 2004: Damiano Cunego - 2005: Paolo Bettini - 2006: Paolo Bettini - 2007: Damiano Cunego - 2008: Damiano Cunego | - 2009: Philippe Gilbert - 2010: Philippe Gilbert - 2011: Oliver Zaugg - 2012: Joaquim Rodríguez - 2013: Joaquim Rodríguez - 2014: Dan Martin - 2015: Vincenzo Nibali - 2016: Esteban Chaves - 2017: Vincenzo Nibali - 2018: Thibaut Pinot - 2019: Bauke Mollema - 2020: Jakob Fuglsang - 2021: Tadej Pogačar - 2022: Tadej Pogačar - 2023: Tadej Pogačar - 2024: Tadej Pogačar |